# Fricativa glotal sorda
La consonante fricativa glotal sorda es un sonido consonántico bastante frecuente en muchas lenguas habladas, cuyo símbolo en el alfabeto fonético internacional es [h], es decir, una hache latina.

## Características
- No tiene un modo de articulación definido al producirse por un estado de transición de la glotis, se denomina fricativa por razones históricas y no describe una constricción o una turbulencia.
- Es una consonante sorda, por lo cual no se involucra el sonido de la vibración de las cuerdas vocales.
- Tampoco tiene un punto de articulación definido, el término glotal se refiere a la naturaleza de su fonación.
- Es una consonante oral, por lo cual el aire sale por la boca, no por la nariz.
- Es una consonante pulmonar, por lo que el aire de su pronunciación proviene directamente de los pulmones, sin involucrar al aire almacenado en la boca, ni es una consonante de tipo clic.

## Presencia

### En español
- El fonema fricativo glotal sordo aparece en aquellos dialectos del español que suavizan el sonido de las letras J y G (la última junto a I y E), como por ejemplo en «jaca» [ˈhaka], que la mayoría pronuncia como una fricativa velar sorda, /x/, [ˈxaka].
- También es una fricativa glotal sorda la pronunciación de la S final aspirada de casi toda América Central, la mayor parte de Sudamérica y parte de Andalucía, como por ejemplo en «obispo» [o̞ˈβihpo̞].
- Además /h/ es una de las dos formas en las que se debe pronunciar la letra H de palabras prestadas de otros idiomas como en «hámster» [ˈhamste̞ɾ]. La alternativa es con /x/, [ˈxamste̞ɾ].

### En otros idiomas
| Idioma     | Idioma     | Palabra         | AFI                                        | Significado  |
| ---------- | ---------- | --------------- | ------------------------------------------ | ------------ |
| Alemán     | Alemán     | Hass            | [has]                                      | odio         |
| Árabe      | estándar   | هاتِف            | [ˈhaːt̪if]                                  | teléfono     |
| Armenio    | Armenio    | հայերեն         | [hajɛɹɛn]                                  | armenio      |
| Asturiano  | Asturiano  | ḥou             | [hou]                                      | hoyo         |
| Ávaro      | Ávaro      | гьа             | [ha]                                       | juramento    |
| Checheno   | Checheno   | хIара/hara      | [hara]                                     | esto         |
| Copto      | Copto      | ϩρα             | [hra]                                      | cara         |
| Coreano    | Coreano    | 호랑이/horang-i | [hoɾaŋi]                                   | tigre        |
| Euskera    | Euskera    | hirur           | [hiɾu] (solo en dialectos septentrionales) | tres         |
| Feroés     | Feroés     | hon             | [hoːn]                                     | ella         |
| Finés      | Finés      | hammas          | [hɑmːɑs]                                   | diente       |
| Georgiano  | Georgiano  | ჰავა            | [hɑvɑ]                                     | clima        |
| Hawaiano   | Hawaiano   | haka            | [haka]                                     | estantería   |
| Hebreo     | Hebreo     | הר              | [haʁ]                                      | montaña      |
| Inglés     | Inglés     | high            | [ˈhaɪ]                                     | altura       |
| Japonés    | Japonés    | すはだ/suhada   | [sɯhada]                                   | piel desnuda |
| Lao        | Lao        | ຫ້າ              | [haː˧˩]                                    | cinco        |
| Malayo     | Malayo     | hari            | [hari]                                     | día          |
| Noruego    | Noruego    | hatt            | [hɑtː]                                     | sombrero     |
| Pastún     | Pastún     | هو              | [ho]                                       | sí           |
| Persa      | Persa      | هفت             | [hæft]                                     | siete        |
| Pirahã     | Pirahã     | hi              | [hì]                                       | él           |
| Portugués  | brasileño  | carro           | [ˈkahʊ]                                    | carro        |
| Quechua    | Quechua    | hatun           | [hatuŋ]                                    | grande       |
| Rumano     | Rumano     | hăţ             | [həts]                                     | brida        |
| Tártaro    | Tártaro    | һава/hawa       | [hawa]                                     | aire         |
| Thai       | Thai       | ห้า              | [haː˥˩]                                    | cinco        |
| Turco      | Turco      | halı            | [häˈɫɯ]                                    | alfombra     |
| Vietnamita | Vietnamita | hư              | [hɯ]                                       | corrupción   |